# Kulturarena

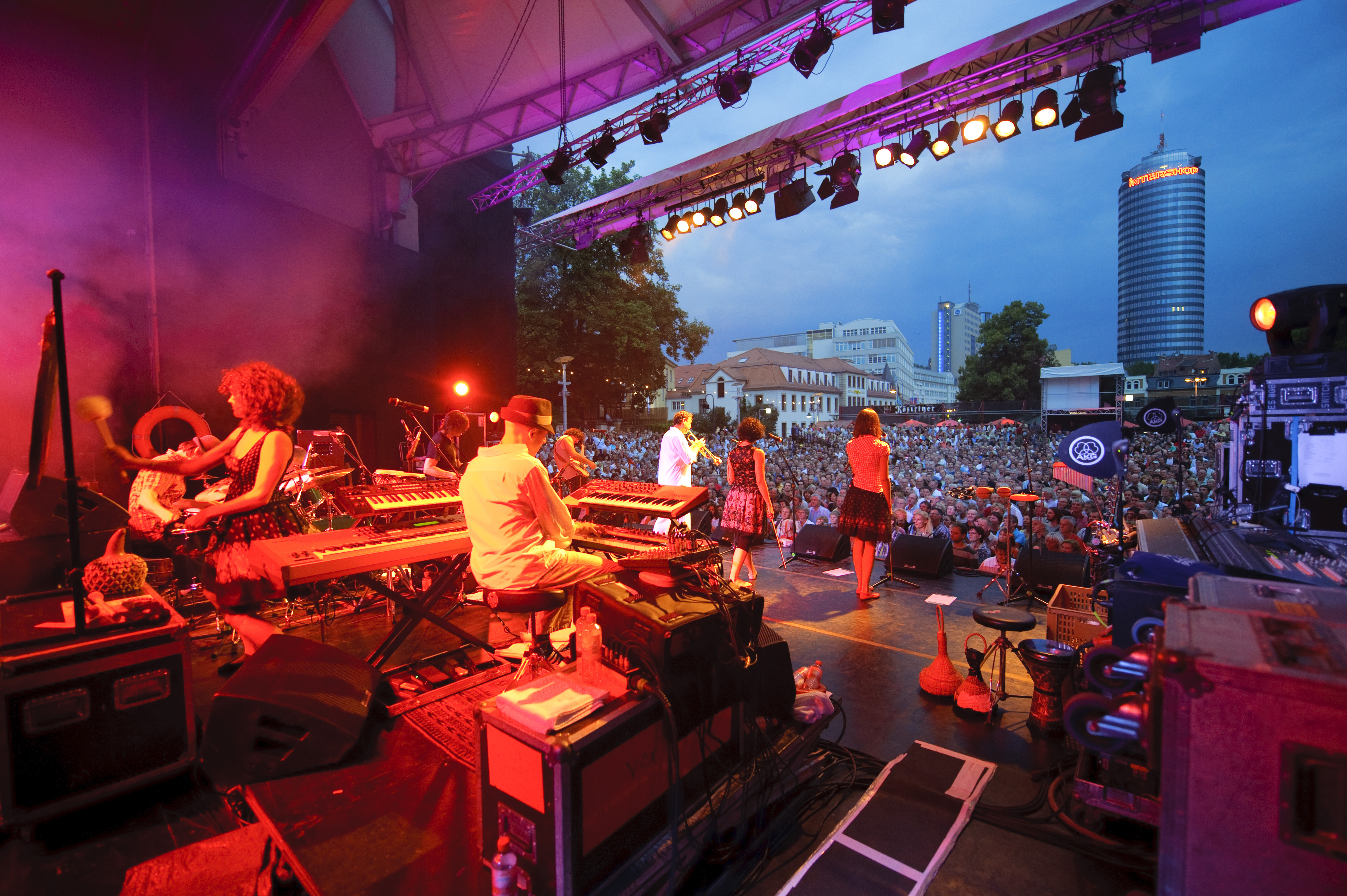
Kulturarena Jena, Theaterplatz

Die KulturArena ist seit 1992 ein sechswöchiges internationales Open-Air-Festival im Jenaer Zentrum mit den Schwerpunkten Musik, Theater und Film. Es findet in den Monaten Juli und August statt. Eine Intention des Festivals ist es, nicht-kommerziell orientierten Künstlern ein Forum anzubieten, sowie einen kulturellen Treffpunkt in der Jenaer Innenstadt  zu schaffen.
Das anfangs kleine Festival zählt mit jährlich circa 70.000 Besuchern zu Ostdeutschlands größten Open-Air-Veranstaltungen.

## Vorgeschichte
1987 wurde das Zuschauerhaus des alten Stadttheaters, gestaltet von Walter Gropius, abgerissen. Es sollte ein pompöses „Friedrich-Schiller-Theater“ entstehen. Dieses wurde nie realisiert. Im Jahr 1991 begann, auf Initiative des ersten Kulturdezernenten Klaus Hattenbach († 2010), ein Theaterteam in der Ruine wieder zu arbeiten. Dies war die Keimzelle des bis heute bestehenden Theaterhauses Jena.
1991 entwickelte Hattenbach, gemeinsam mit dem neuen Kulturamtsleiter Norbert Reif († 2000) und anderen Kulturdezernenten, die Idee eines städtischen, internationalen Musikfestivals.
Die Kulturarena ist die Parallelveranstaltung zu dem seit 1987 in Kassel stattfindenden „Kulturzelt“. Der Kasseler Musikmanager Lutz Engelhardt ist als Künstlerischer Leiter von Anfang an dabei.

## Festival

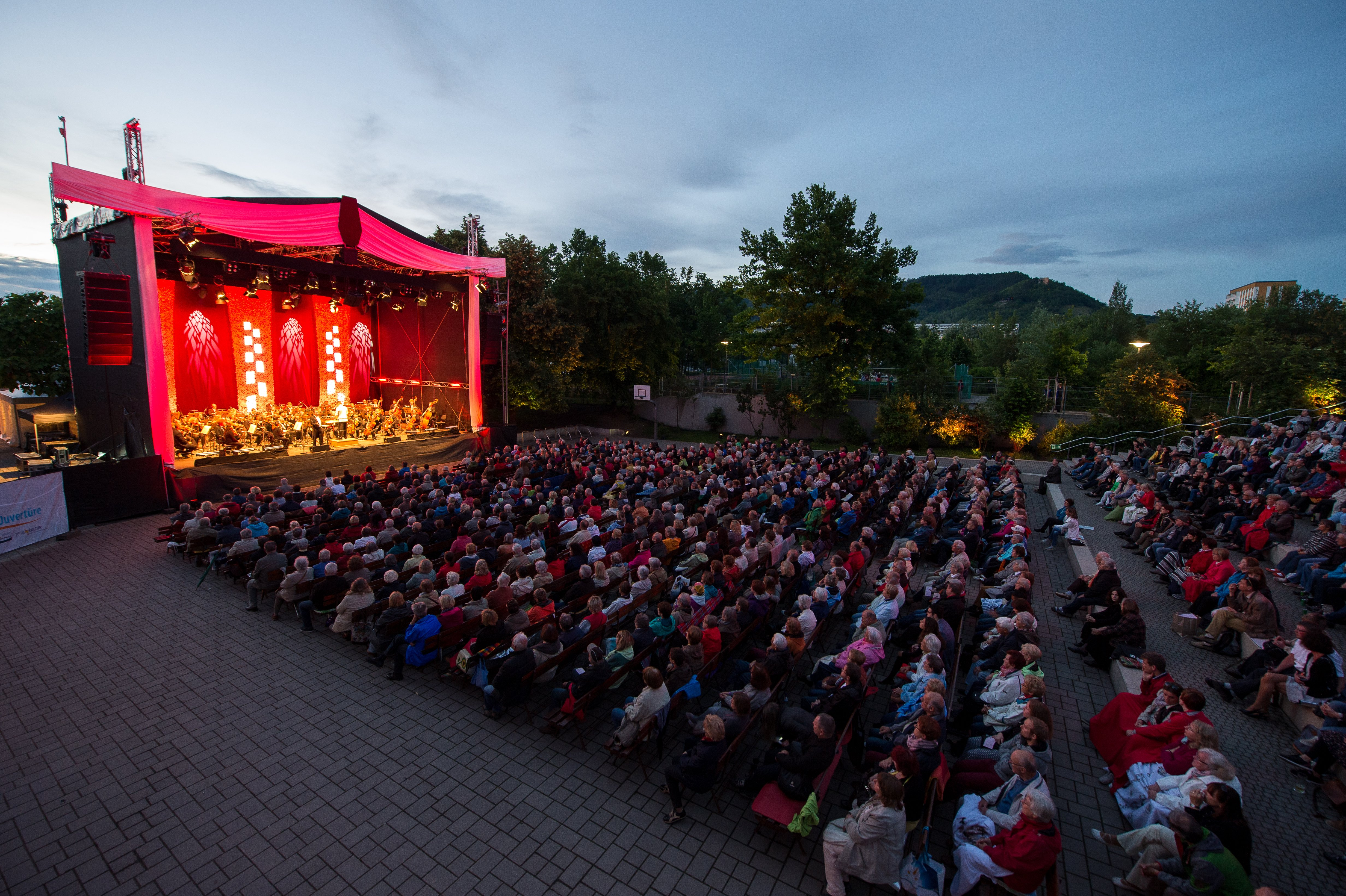
ArenaOuvertüre Juni 2016

Die Kulturarena Jena ist ein Mix aus Konzerten, Theater-, Kino- und Kinderveranstaltungen. Das musikalische Spektrum reicht von klassischem Jazz, über Pop, elektronische Musik, Ska, Funk, Hip-Hop und Rock sowie traditioneller afrikanischer und südamerikanischer Musik.
Eingeleitet wird das Festival bereits an zwei Abenden im Juni mit einer Ouvertüre, welche im Jenaer Neubauviertel Lobeda-West von der Jenaer Philharmonie gespielt wird.
Im Juli beginnt die Kulturarena mit einem Theaterspektakel, worauf sich in Folge über 6 Wochen Filme, Konzerte sowie ein sonntägliches Kinderprogramm abwechseln.
Neben seinem Hauptdomizil auf dem Theatervorplatz, sowie in Lobeda-West, präsentiert sich das Festival mit alternativen Clubkonzerten im „Kassablanca“ am Westbahnhof, sowie mit akustischen Performances im Jenaer Volksbad.

## Künstler

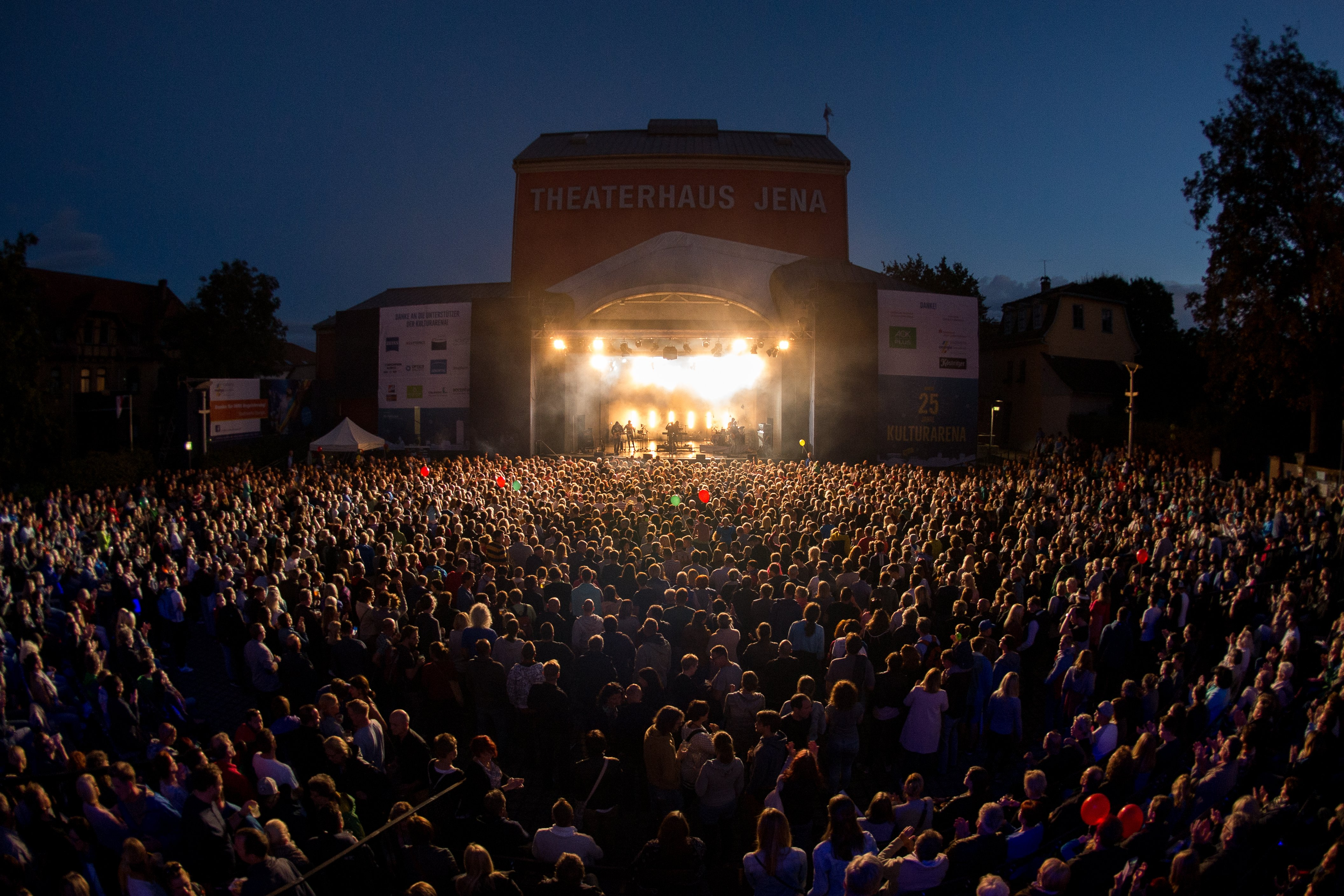
Kulturarena Jena (August 2016)

Das Spektrum der Künstler reicht über unbekannte oder noch-nicht bekannte Künstler, bis hin zu Musikern wie Max Herre oder Rainald Grebe.
Bisherige Headliner auf der KulturArena waren unter anderem:
- Patti Smith
- Wir sind Helden
- Buena Vista Social Club
- Jan Josef Liefers
- 2raumwohnung
- Suzanne Vega
- Sophie Hunger
- Maceo Parker
- AnnenMayKantereit
- Yann Tiersen
- Bosse
- Milow
- Element of Crime
- Faber
- Silbermond
- Amy Macdonald
- Zartmann
- Zaz